# Cirrhoscyllium
Cirrhoscyllium är ett släkte av hajar. Cirrhoscyllium ingår i familjen Parascylliidae.
Kladogram enligt Catalogue of Life:
| Cirrhoscyllium | \| \| filippinsk skägghaj \| \| \| \| \| \| taiwanesisk skägghaj \| \| \| \| \| \| japansk skägghaj \| \| \| \| |
|                | \| \| filippinsk skägghaj \| \| \| \| \| \| taiwanesisk skägghaj \| \| \| \| \| \| japansk skägghaj \| \| \| \| |
|                | Parascyllium |
|                | |
|                | filippinsk skägghaj                                                                                             |
|                | |
|                | taiwanesisk skägghaj                                                                                            |
|                | |
|                | japansk skägghaj                                                                                                |
|                | |

|  | filippinsk skägghaj  |
|  |                      |
|  | taiwanesisk skägghaj |
|  |                      |
|  | japansk skägghaj     |
|  |                      |